# Kamiń (obwód sumski)
Kamiń  (ukr. Камінь) – wieś we wschodniej Ukrainie, w rejonie konotopskim obwodu sumskiego.

## Geografia
Miejscowość położona jest nad Klewieniem (w okolicach jego ujścia do Obiesty), 22 km od centrum administracyjnego rejonu królewieckiego (Królewiec), 101 km od stolicy obwodu sumskiego (Sumy).

## Demografia
W 2020 r. miejscowość liczyła sobie 879 mieszkańców.